# Trains de tapis

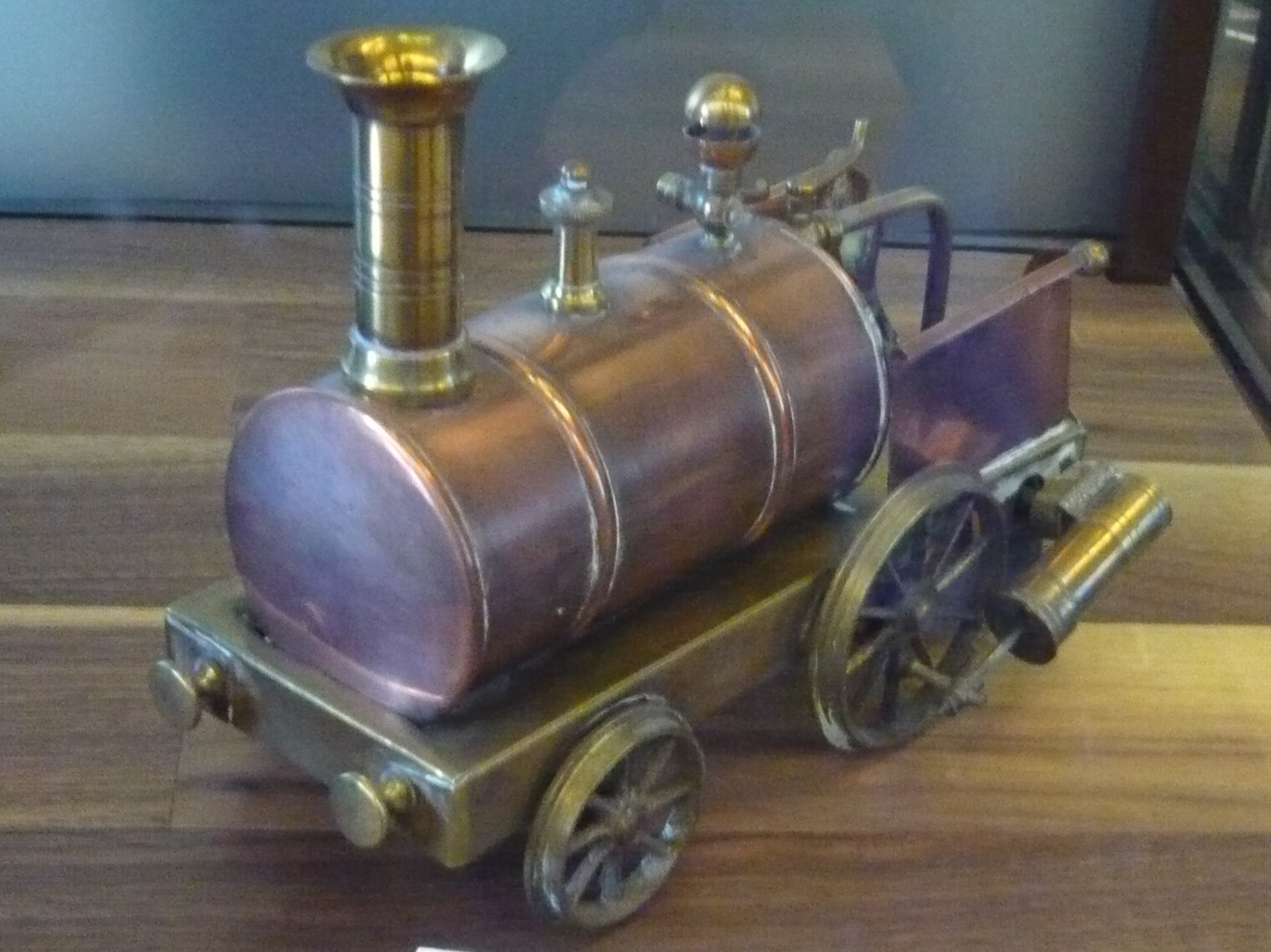
Un Birmingham Dribbler, Stevens's Model Dockyard, Angleterre, vers 1890.

Les Birmingham Dribbler ou «train de tapis » (« carpet railways » en anglais) sont les premiers modèles réduits ferroviaires à voir le jour. Cependant, la locomotive à vapeur ne se déplace pas sur des rails, mais roulant simplement sur le plancher, d'où son nom.
Dans certains cas, les roues avant sont orientables afin qu'elles puissent rouler circulairement sans voie ferrée pour les guider. Ces trains de tapis sont apparus dans les années 1840 et sont devenus des jouets très populaires de l'époque victorienne.
Les locomotives à vapeur étaient très simples, généralement en laiton, avec une paire de cylindres oscillants entraînant les roues. Elles sont composées d'une chaudière montée sur roues, une décoration simple (généralement des bandes de laque) était parfois appliquée.
La chaudière est remplie avec de l'eau et le brûleur allumé. Une fois que la vapeur est produite, la locomotive est placée sur le sol et se déplace jusqu'à ce que l'eau ou le carburant manque, ou que la machine s'est immobilisée contre le mobilier. Très rapidement, après qu'un certain nombre de modèles aient explosés, les locomotives ont été équipées de soupapes de sécurité.
Ces modèles ont rapidement acquis le surnom de Birmingham Dribblers (ou parfois « Piddlers »), car un grand nombre d'entre eux sont fabriqués à Birmingham, en Angleterre, et ils avaient la fâcheuse habitude de laisser une trace d'eau derrière eux après avoir traversé la pièce. Très souvent, cette fuite concernait le carburant, il y avait de nombreux incidents. Ou pire, des incendies résultant de chocs et de libérations du carburant sur le sol. Le temps passant, des embellissements ont été ajoutés, tels qu'une traverse de chocs, des tampons et des sifflets à vapeur.

## Les modèles récents

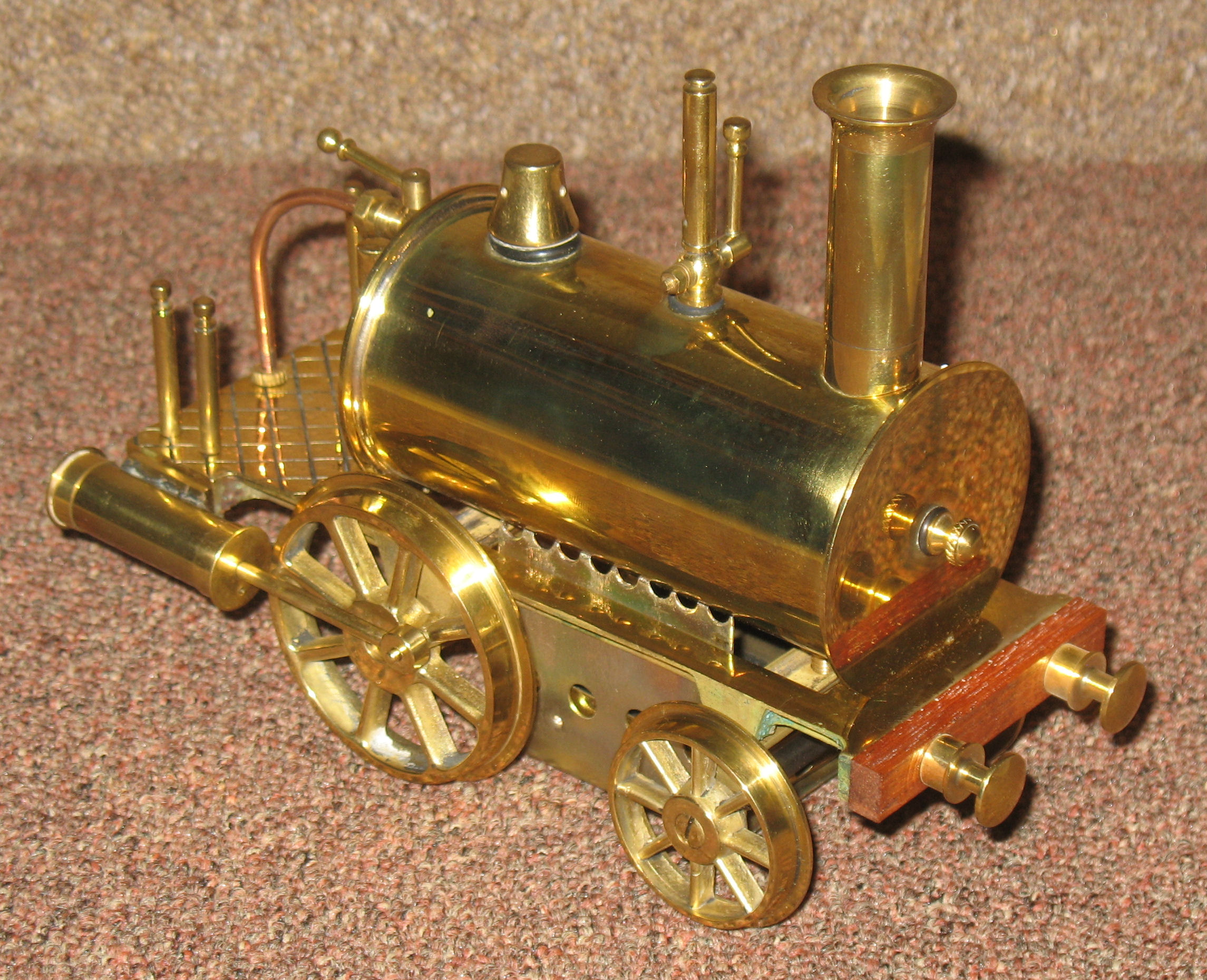
Reproduction moderne (vers 1978 ?) d'une Birmingham Dribbler à moteur à vapeur, faite par Maxwell Hemmens.

Tous les Birmingham Dribblers ne sont pas des antiquités victoriennes. Entre la fin des années 1970 et les années 1990 des kits en laiton pré-assemblés ont été produits par la firme Maxwell Hemmens Precision Streal Models, dans le Yorkshire, au Royaume-Uni. Des modèles sont toujours disponibles auprès de John Hemmens.